# Fairytale
"Fairytale"  je pjesma nastala 2009. Napisao ju je i skladao norveško-bjeloruski pjevač Alexander Rybak, i to je prva pjesma s njegova debitantskog albuma Fairytales. Pjesma je predstavljala Norvešku na Eurosongu 2009. koji se održao u Moskvi.

## Eurosong 2009.
Pjesma je izabrana za predstavljanje na Eurosongu na norveškom festivalu Melodi Grand Prix 2009. koji se održao 21. veljače.  Izvedena je u trećoj polufinalnoj večeri i plasirala se u finale. U finalu je Norveška pobijedila osvojivši 387 bodova, što je bio novi rekord Eurosonga. To je ujedno i treća pobjeda Norveške na Eurosongu. Plesači iz plesne skupine Frikar, Sigbjørn Rua, Torkjell Lunde Børsheim i Hallgrim Hansegård su plesali tradicionalni norveški ples halling. Prateći vokali su bile Jorunn Hauge i Karianne Kjærnes.    